# Воррі (мис)
18°21′06″ пн. ш. 88°13′48″ зх. д. / 18.35167° пн. ш. 88.23000° зх. д.
Мис Воррі (англ. Warree Point) — мис на півострові Юкатан в Белізі і в акваторії Карибського моря.

## Географія
Мис Воррі знаходиться в Карибському морі, зокрема в його затоці-бухті Четумаль на узбережжі Белізу, країни Латинської Америки. Ця частинка суходолу, адміністративно приналежна до округу Коросаль і розташована на його береговій лінії та є топографічним орієнтиром-координатою на півночі країни.